# Powell County (Kentucky)
Powell County ist ein County im Bundesstaat Kentucky der Vereinigten Staaten. Das U.S. Census Bureau hat bei der Volkszählung 2020 eine Einwohnerzahl von 13.129 ermittelt.
Der Verwaltungssitz (County Seat) ist Stanton, benannt nach Richard H. Stanton, einem Mitglied im US-Kongress. Das County gehört zu den Dry Countys, was bedeutet, dass der Verkauf von Alkohol eingeschränkt oder verboten ist.

## Geographie
Das County liegt im mittleren Nordosten von Kentucky und hat eine Fläche von 467 Quadratkilometern ohne nennenswerte Wasserfläche. Es grenzt im Uhrzeigersinn an folgende Countys: Montgomery County, Menifee County, Wolfe County, Lee County, Estill County und Clark County.

## Geschichte
Powell County wurde am 7. Januar 1852 aus Teilen des Clark County, Estill County und Montgomery County gebildet. Benannt wurde es nach Lazarus W. Powell, einem Gouverneur und US-Senator.
16 Bauwerke und Stätten des Countys sind im National Register of Historic Places eingetragen (Stand 19. Oktober 2017).

## Demografische Daten

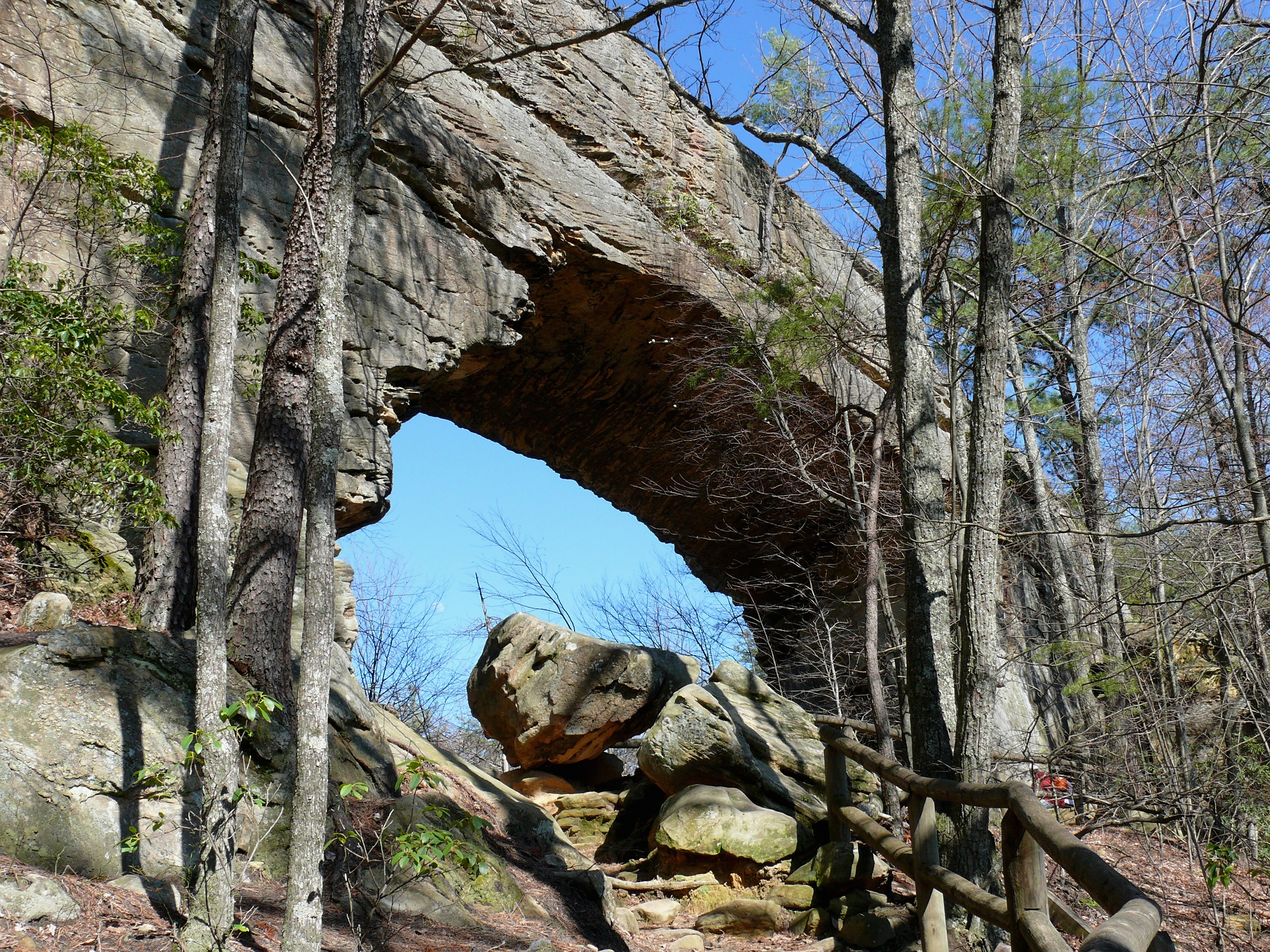
Gesteinsformation im Natural Bridge State Resort Park

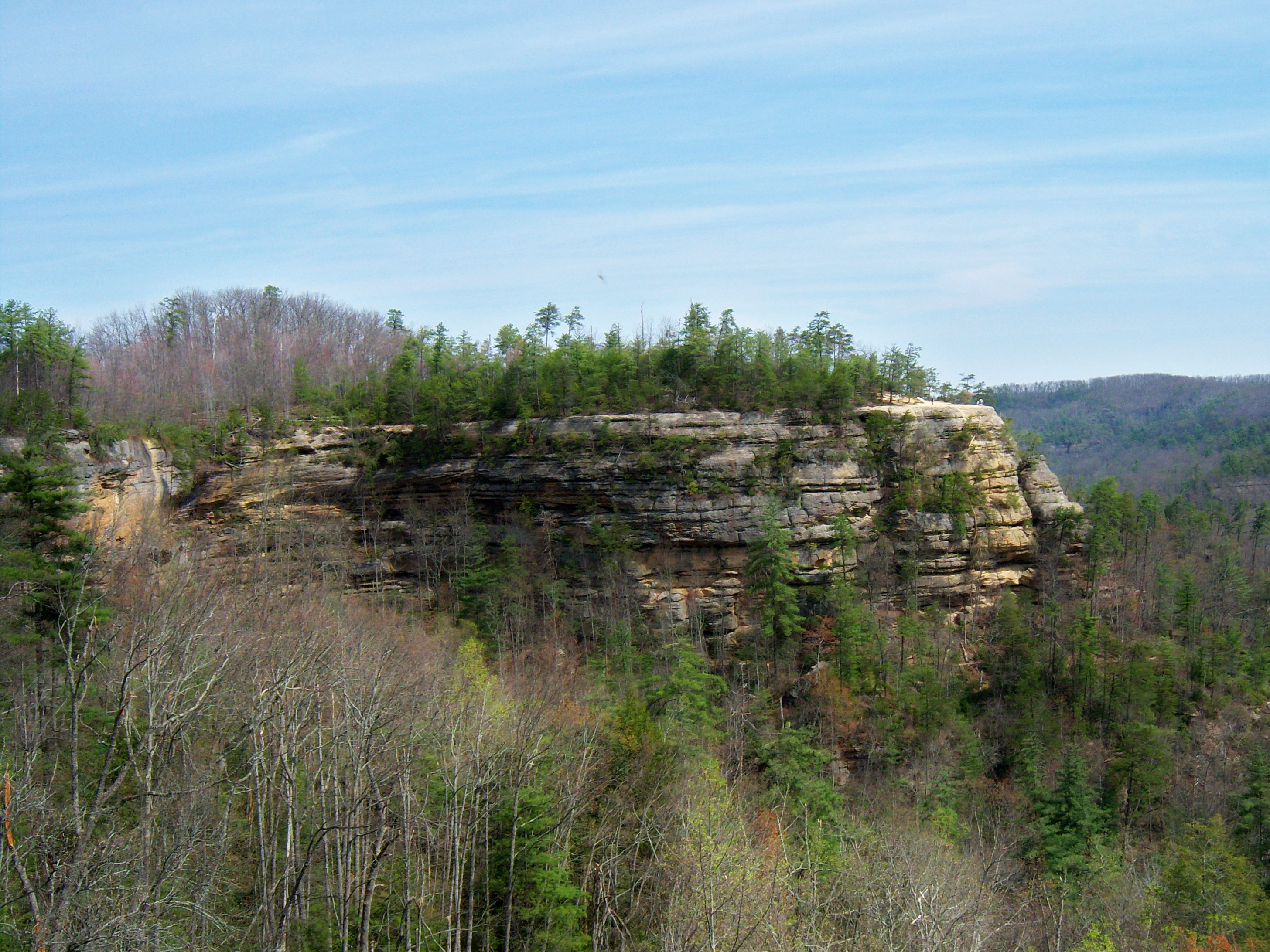
Felswand im Natural Bridge State Resort Park

Nach der Volkszählung im Jahr 2000 lebten im Powell County 13.237 Menschen. Davon wohnten 115 Personen in Sammelunterkünften, die anderen Einwohner lebten in 5.044 Haushalten und 3.783 Familien. Die Bevölkerungsdichte betrug 28 Einwohner pro Quadratkilometer. Ethnisch betrachtet setzte sich die Bevölkerung zusammen aus 98,56 Prozent Weißen, 0,62 Prozent Afroamerikanern, 0,12 Prozent amerikanischen Ureinwohnern, 0,05 Prozent Asiaten und 0,07 Prozent aus anderen ethnischen Gruppen; 0,58 Prozent stammten von zwei oder mehr Ethnien ab. 0,66 Prozent der Bevölkerung waren spanischer oder lateinamerikanischer Abstammung.
Von den 5.044 Haushalten hatten 36,1 Prozent Kinder und Jugendliche unter 18 Jahre, die bei ihnen lebten. 58,2 Prozent waren verheiratete, zusammenlebende Paare, 12,4 Prozent waren allein erziehende Mütter, 25,0 Prozent waren keine Familien, 21,8 Prozent waren Singlehaushalte und in 8,3 Prozent lebten Menschen im Alter von 65 Jahren oder darüber. Die Durchschnittshaushaltsgröße betrug 2,60 und die durchschnittliche Familiengröße lag bei 3,02 Personen.
Auf das gesamte County bezogen setzte sich die Bevölkerung zusammen aus 26,6 Prozent Einwohnern unter 18 Jahren, 9,5 Prozent zwischen 18 und 24 Jahren, 30,0 Prozent zwischen 25 und 44 Jahren, 23,3 Prozent zwischen 45 und 64 Jahren und 10,6 Prozent waren 65 Jahre alt oder darüber. Das Durchschnittsalter betrug 35 Jahre. Auf 100 weibliche Personen kamen 99,4 männliche Personen. Auf 100 Frauen im Alter ab 18 Jahren kamen statistisch 95,0 Männer.
Das jährliche Durchschnittseinkommen eines Haushalts betrug 25.515 USD, das Durchschnittseinkommen der Familien betrug 30.483 USD. Männer hatten ein Durchschnittseinkommen von 26.962 USD, Frauen 18.810 USD. Das Prokopfeinkommen betrug 13.060 USD. 18,9 Prozent der Familien und 23,5 Prozent der Bevölkerung lebten unterhalb der Armutsgrenze. Davon waren 31,0 Prozent Kinder oder Jugendliche unter 18 Jahre und 20,0 Prozent waren Menschen über 65 Jahre.

## Orte im County
- Bowen
- Clay City
- Knowlton
- Powell Valley
- Rosslyn
- Slade
- Stanton
- Vaughns Mill
- Virden
- Waltersville
- Westbend